# リアル風俗嬢日記
『リアル風俗嬢日記』（リアルふうぞくじょうにっき）は、Ω子による日本の漫画。エッセイコミックのシリーズ作品となっている。『めちゃコミック』（アムタス）のめちゃコミックオリジナルブランドにて連載中。2022年3月時点で累計部数が170万部を突破している。
現役でファッションヘルスに務める作者が体験した風俗店のエピソードが描かれている。

## 評価
風俗店で勤務経験のある曼荼羅は、サイゾーウーマンに寄稿した記事で、本作を「大変面白くて一気に読める」と述べ、偏った印象を与えない語り口や、ポジティブな笑いを誘う風俗店の「地雷客」のコミカルな描写を称賛したが、作者の風俗デビューの動機には共感できる人が少ないのではないかと述べた。

### 商業的評価
『めちゃコミック』2017年5月と6月で月間人気漫画ランキング1位を獲得。2018年5月の時点で国内電子書店で累計500万ダウンロードを突破。

## 書誌情報
- Ω子『リアル風俗嬢日記 彼氏の命令でヘルス始めました』竹書房〈バンブーエッセイセレクション〉、2017年10月26日発売[9]、ISBN 978-4-8019-1252-6
- Ω子『リアル風俗嬢日記 〜今日も元気にヌいてます〜』竹書房〈バンブーエッセイセレクション〉、2018年5月17日発売[8]、ISBN 978-4-8019-1462-9
- Ω子『リアル風俗嬢日記 ヘルスでヌルっとチン道中』竹書房〈バンブーエッセイセレクション〉、2019年11月28日発売[10]、ISBN 978-4-8019-2079-8
- Ω子『リアル風俗嬢日記 ヘルスの秘密ののぞき穴』竹書房〈バンブーエッセイセレクション〉、2020年4月30日発売[11]、ISBN 978-4-8019-2257-0
- Ω子『リアル風俗嬢日記 ズポッと教える男女のヒミツ』竹書房〈バンブーエッセイセレクション〉、2021年3月25日発売[12]、ISBN 978-4-8019-2584-7
- Ω子『リアル風俗嬢日記 ヘルス嬢と愛すべき珍客たち』竹書房〈バンブーエッセイセレクション〉、2022年3月31日発売[4]、ISBN 978-4-8019-3042-1